# Bergschule Siegen
Die Bergschule Siegen in der Stadt Siegen bestand bis 1967 und hatte die Aufgabe, bergmännische Berufe wie Hauer und Steiger auszubilden. Die Schule unterstand dem Bergamt Siegen bis zu dessen Auflösung im Jahr 1861. Dort wurden Lehrlinge aus den nordrhein-westfälischen Bergrevieren Siegen I, Siegen II, Burbach und Müsen sowie selten auch aus den in Rheinland-Pfalz liegenden Revieren Daaden-Kirchen und Hamm an der Sieg unterrichtet.

## Geschichte

### Anfänge
1815 forderte Oberbergrat Johann Philipp Becher die Einrichtung einer Bergschule in Siegen wegen mangelnder Kenntnis preußischer Bergbeamter. Die praktischen Fähigkeiten siegerländer Bergleute waren jedoch in aller Welt gefragt. So wurde am 6. April 1818 die „Königliche Bergschule Siegen“ eröffnet. Zehn Schüler wurden in einem Raum im „Kurländer Flügel“ im Unteren Schloss unterrichtet.
Der Unterricht bestand in der Frühschicht aus einem praktischen Teil. Dazu wurde die in der Nähe gelegene und bereits stillgelegte Grube Schleifmühlchen samt Bechers Stollen als Versuchsgrube wiedereröffnet. Nachmittags wurden im Unteren Schloss Mathematik, Zeichnen, Schönschreiben und Bergbaukunst unterrichtet. Morgen und Mittag wurden zum Geldverdienen genutzt, da das Leben eines Schülers ohne Arbeit in Siegen nicht oder nur schwer möglich war.
Bis Ende 1827 war Bergamtsdirektor Johann Christian Leberecht Schmidt erster Schulleiter. Nach dessen Beurlaubung wurde Oberbergrat Carl Ludwig Heusler bis Januar 1830 stellvertretend, nach Schmidts Tod hauptamtlich Schulleiter. Ab 1827 wurden durch die geringe Schülerzahl diverse Reformen entworfen, die allesamt zum Scheitern verurteilt waren. Eine Besserung stellte sich ab 1830 ein, als man praktische und theoretische Ausbildung strikt trennte. Eine kurze Blütezeit der Schule stand bevor, trotzdem stiegen die Schülerzahlen nie auf über 18 Schüler.

### Einstellung des Betriebs und Wiedereröffnung
Nach dem Tod Heuslers kam der Schulbetrieb 1851/52 zum Erliegen. Wiedereröffnet wurde die Schule am 10. Oktober 1854 unter Schulleiter Heinrich Wilhelm Lorsbach. Bis Herbst 1854 wurde eine Neuorganisation im Schulwesen vorgenommen. Unterricht wurde ab sofort in zwei verschiedenen Klassen durchgeführt. Durch die neue Finanzierung der Schule durch die Gruben im Bergamt wurde aus der königlichen eine staatlich-private Bergschule.
Durch die Auflösung des Siegener Bergamtes im Jahr 1861 verlor die Schule durch Versetzung fast alle Lehrer. Es folgte die Einrichtung der „Königlichen Berg-Hypotheken-Kommission“ unter der Leitung von Bergrat Brockhoff, der auch für die Schule zuständig war. 1867 wurde auch diese Kommission aufgelöst. Danach teilten sich die Revierbeamte der hiesigen Bergreviere Siegen I und Siegen II die Leitung der Bergschule.

### Jubiläum und Aufschwung
Der Aufschwung in der Schule kam erst Ende des 19. Jahrhunderts, als die Dürener Schule geschlossen wurde und die Schülerzahl auf 24 anstieg. 1903 feierte man 50-jähriges Neugründungsjubiläum. Am 4. September des Jahres wurde der „Siegener Bergschulverein“ gegründet, um die bis dato fehlende juristische Person als Träger zu schaffen. Die Satzung des Vereins sah es vor, dass private und staatliche Gelder die Schule finanzieren sollten. Die privaten Gelder kamen von den Mitgliedern des Vereins. Diese waren
- 35 Bergbaubetriebe des „Siegener Eisensteinvereins“,
- 15 sonstige Eisensteingruben,
- 24 Blei- und Zinkgruben,
- zwei Schwefelkiesgruben,
- 16 Dachschiefergruben,
- der Kölner Braunkohlenbriket-Verkaufsverein mit 22 Gruben,
- 7 natürliche Personen
- und die Stadt Siegen.

Der Erste Weltkrieg bedeutete einen Einschnitt im Schulleben, da viele Schüler eingezogen wurden oder sich für den Dienst gemeldet hatten. Am 1. August 1914 kamen nur vier Schüler zum Unterricht. Vorübergehend wurde daher der Schulbetrieb eingestellt. Erst 1921 gelangte man zurück zum geregelten Betrieb.

### Neubau und Ende der Schule
1933 zog die Schule in die Räume der ehemaligen Wellersbergschule, die 1907 als Volksschule errichtet wurde. Der Umzug wurde durch die Einrichtung des Landgerichts im Unteren Schloss nötig. Nach dem Zweiten Weltkrieg hatte die Schule zwölf Dozenten und 135 Schüler. Überlegungen zu einem Neubau wurde laut. Dessen Grundsteinlegung erfolgte am 17. April 1953 trotz des absehbaren Endes des Siegerländer Bergbaus. Eingeweiht wurde die Schule am 16. Juni 1955.
Durch die Schließung der letzten Gruben im Kreis Siegen, Neue Haardt in Weidenau und Pfannenberger Einigkeit in Salchendorf, in den Jahren 1961 und 1962 verlor die Schule ihre Existenzgrundlage. Auch der Versuch zur Umwandlung in eine „Bergingenieurschule“ schlug fehl. Der Schulbetrieb wurde im September 1967 eingestellt. Auch die Fortsetzung als „Bergbaufachschule“ endete am 31. Dezember 1969.